# 東京原発
『東京原発』（とうきょうげんぱつ）は、2004年公開の日本映画。

## あらすじ
突然、会議に招集された東京都の幹部職員たち。そこで天馬東京都知事（役所広司）から、東京に原子力発電所を誘致しようという驚愕の計画を聞かされる。幹部職員たちは困惑しながらも、徐々に侃々諤々の議論が交わされていく。果たして都知事の単なる思いつきなのか。
そんな中、極秘裏にプルトニウム燃料を載せたトラックがお台場から福井に向けて輸送されようとしていた。

## キャスト
- 天馬都知事：役所広司
突然、東京に原発を誘致することを提唱する。
- 津田副知事：段田安則
天馬により民間シンクタンクから引き抜かれた人物。会議に反対派の学者を招いた。
- 笹岡産業労働局長：平田満
几帳面で神経質な人物。会議に新聞記事のスクラップブックを持込んでいる。
- 佐伯政策報道室長：田山涼成
気弱な性格の報道官。
- 石川都市計画局長：菅原大吉
テレビやインターネットの情報を基に議論に参加している。
- 大野財務局長：岸部一徳
多数派に流されやすい性格。議論に合わせ賛成反対を繰り返す。
- 泉環境局長：吉田日出子
ゴミは分別せず、エアコンはつけっぱなし。環境に対する意識は低い。
- 榎本教授：綾田俊樹
東京大学教授。原子力の危険性を説明するため津田に招かれた。
- 及川特別秘書：徳井優
天馬の秘書。天馬が原発誘致をする本当の目的を知っている。
- 松岡原子力安全委員：益岡徹
敦賀発電所での実験のためプルトニウム燃料をお台場から陸送を計画する。
- 中村：塩見三省
アルコール中毒の新人トラック運転手。通常の三倍の報酬の仕事を請負ったが、それはプルトニウムの輸送であり、都内で道に迷い少年にカージャックを許してしまう。
- 青山透：後藤昂
プルトニウム燃料の輸送トラックをカージャックする少年。
- 渋谷：渡辺哲
中村の同僚の運転手。
- 木村政策報道室職員：佐藤誓
- 広山政策報道室職員：小林麻子
- 山田政策報道室職員：山中聡
- 辻宗政策報道室職員：尾道凛
- 元木政策報道室職員：西岡秀記
- 都市計画局局員：岩井真紀
- 産業労働局局員：林和義
- 指令情報室職員A：川屋せっちん
- 指令情報室職員B：西川方啓
- NHK記者：寺十吾
- NHKカメラマン：恩田括
- マッサージの男：相島希逸
- SP・A：大久保運
- SP・B：飯尾英樹
- 松岡の部下：村上連
- 案内嬢：朝倉乃亜
- 指令情報室職員：谷口正雄、村田暁彦、齋藤裕樹、司樹啓市、井上真鳳、両角剛志、中島美奈、森山静香、林伸子、鯉沼トキ
- 政策報道室職員：今井隆、矢崎学、猫田直
- レポーター：武藤令子、真日龍子
- 佐伯の家族（写真）：司馬山洋子、市川修次、鈴木恵梨佳

## スタッフ
- エグゼクティブプロデューサー：北側雅司、横濱豊行、川上國雄、石川富康
- プロデューサー：池田哲也、石原真、西健二郎、福田豊治
- 音楽プロデューサー：長岡和弘
- 監督・脚本：山川元
- 撮影：北澤弘之
- 美術：稲垣尚夫
- 照明：内原真也
- 音楽：崎谷健次郎
- 録音：米山 靖
- 編集：阿部亙英
- 助監督：宮城仙雅
- 製作担当：森 賢正
- ラインプロデューサー：山本 章
- 製作：「東京原発」フィルムパートナーズ（グランプリ/バサラ・ピクチャーズ/日活/衛星劇場）
- 企画制作：アートマン
- 配給・宣伝：ザナドゥー

## 主題歌
「TOMORROW」
作詞・作曲・編曲・歌：崎谷健次郎

## その他
兵庫県南部地震の実際の写真が使用されている。

## 受賞
- 日本映画プロフェッショナル大賞ベスト10

## 出版物

### ノベライズ
- 山川元『東京原発』（竹書房〈竹書房文庫〉、2004年、ISBN 978-4812414613）

### VHS
- 『東京原発』（GPミュージアムソフト、2004年）

### DVD
- 『東京原発』（GPミュージアムソフト、2004年、ASIN B0007TKPQS）